# روبرتو لینک
روبرتو لینک (به پرتغالی: Roberto Moreira Linck Junior) مهاجم، هافبک اهل برزیل است که در شهر کاچیرو دو سول و در تاریخ ۳۱ ژوئیهٔ ۱۹۸۸ به دنیا آمده‌است.
روبرتو لینک در تیم‌های فوتبال Chicago Storm سابقهٔ حضور دارد.